# María Tort
María Josefa Rosa Tort Guitart (10 de diciembre de 1934) es una tenista chilena que destacó especialmente a finales de los años 1950 y principios de los 1960. Participó en torneos en torneos de Grand Slam junto con Anita Lizana, Margarita Bender, Alicia Heegewaldt y Carmen Ibarra. 
En los años 1960 fue la permanente rival de Carmen Ibarra y la única en condiciones de arrebatarle su dominio.
Representó a Chile en la Copa Osorio, el campeonato sudamericano de tenis femenino, ganándolo en 1957 con Ibarra.

## Vida personal
El 3 de enero de 1959 se casó con el también tenista profesional Luis Ayala.